# Aldona Nenėnienė
Aldona Nenėnienė-Česaitytė (Alytus, 24 de julho de 1955 – 3 de abril de 1999) foi uma handebolista soviética, bicampeã olímpica.

## Carreira
Ela fez parte da geração soviética campeã das duas primeiras Olimpíadas do handebol feminino, em Montreal 1976 e Moscou 1980, com um total de 2 gols, em 2 jogos.